# 白斑蛇綿鳚
白斑蛇綿鳚（学名：Lycenchelys albomaculata）為輻鰭魚綱鱸形目绵鳚亞目绵鳚科的其中一種，其种加词“albomaculata”意为“白斑的”。分布於西北太平洋區，包括日本、鄂霍次克海海域，屬深海底棲性魚類，棲息深度在水深530至1300公尺，體長可達43.8公分。